# Lucienne Stassaert
Lucienne Stassaert, née le 10 février 1936  à Anvers, est une poétesse, essayiste, peintre et traductrice belge de langue néerlandaise.

## Biographie
Lucienne Stassaert était mariée au sculpteur Wybrand Ganzevoort (1930-2022) avec qui elle a deux filles, Anouk Ganzevoort, comédienne, chanteuse et artiste et Régine Ganzevoort, photographe et réalisatrice.

## Œuvres
Ses œuvres ne sont pas traduites en français.
- Verhalen van de jonkvrouw met de spade (1964)
- Bongobloesembloed (avec Max Kazan, 1966)
- Camera Kraamkliniek (1967)
- Fossiel (1969)
- De houtworm (1970)
- Het dagelijkse feest (1970)
- De fiets (1971)
- De ladder (1971)
- Reis vandaag niet naar Amerika (1971)
- Het stenenrijk (1973)
- In de klok van de machine tikt een mens (1973)
- De blauwe uniformen (1974)
- Vergeten grens (1974)
- Best mogelijk (1975) (Prix ANV-Visser-Neerlandia)
- Een kleine zeeanemoon (1975)
- Elixir d'Anvers (1976)
- De sprekende gelijkenis (1978)
- Gedichten van de jonkvrouw met de spade (1978)
- Parfait amour (1979) (Arkprijs van het Vrije Woord)
- Verzamelde gedichten (1980)
- Nacht in Ekely (1983)
- Het zomeruur (1984)
- Karen (1985)
- Rui (1986)
- Driestromenland (1986)
- Requiem (1987)
- Naar Emily (1992)
- Blind vuur (1995)
- Tussen water en wind (1998)
- De lichtvoetige Amazone. Het geheime leven van Aphra Behn (2000)
- Mijn uren zijn met schaduw gehuwd (2000)
- Afscheidsliedjes (2001)
- Minne is wonderzoet in al haar stromen (2002)
- Weerwerk (2002)
- Als later dan nog bestaat (2003)
- Zie de duisternis lekt uit de scheuren (2003)
- Goedemorgen middernacht (2005)
- Het vlas komt in de blomme (2006)
- Souvenirs I (2014), Souvenirs II (2017), Souvenirs III (2019)
- De overkant van de tijd, op de valreep, P, Leuven, 2023, 90 p.  (ISBN 9789464757309)[5]